# Palacio de Riquelme

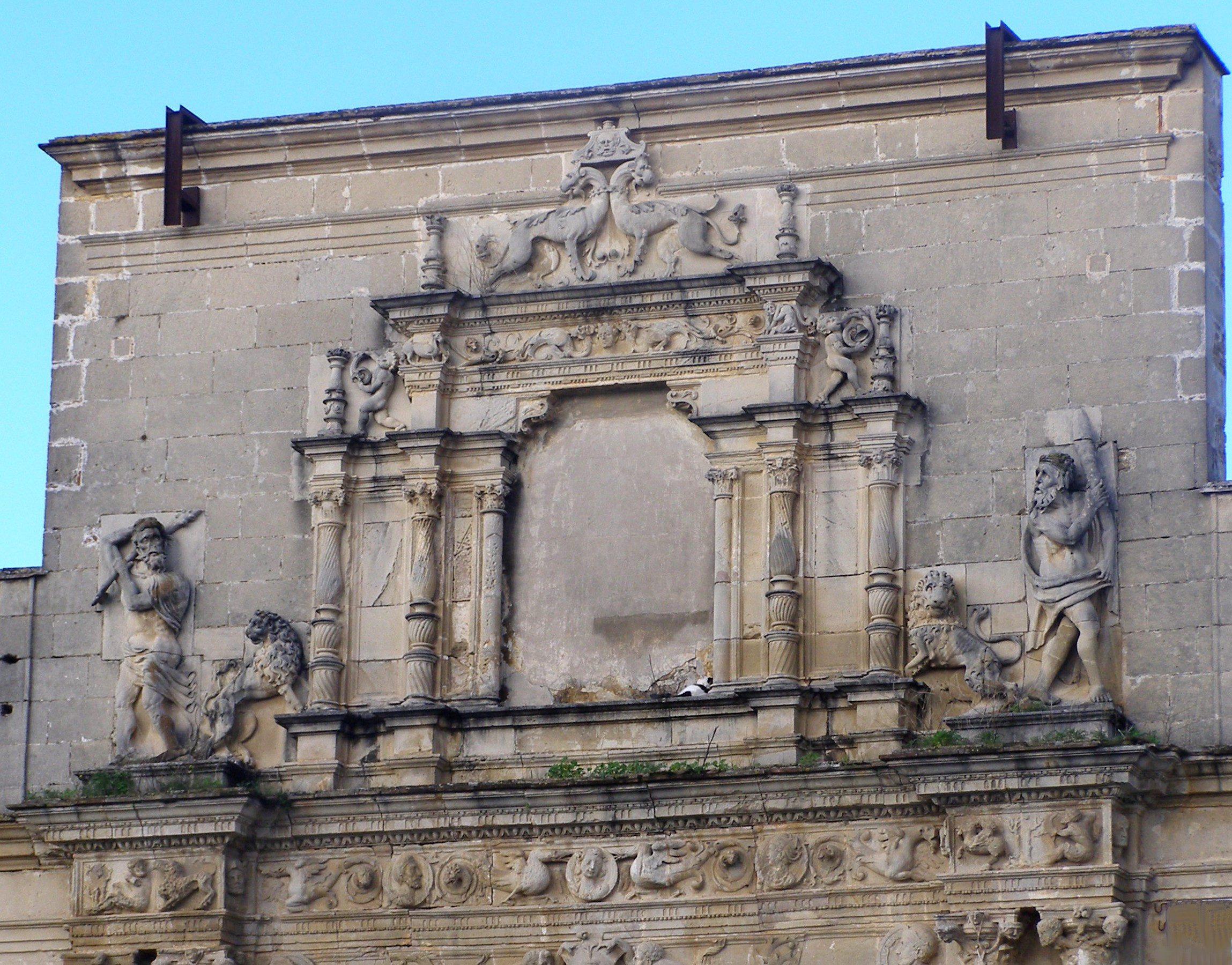
Detalle del remate

La casa-palacio de Riquelme es una casa palaciega española del siglo XVI, de estilo renacentista-plateresco, situada en Jerez de la Frontera (Andalucía). Se ubica en la plaza del Mercado, junto al Museo Arqueológico de Jerez y la Iglesia de San Mateo.
Fue edificada por la familia Riquelme, como muestra de poder ante la rivalidad de otras familias jerezanas durante la Edad Media. Por ello, escogieron la principal plaza del Jerez medieval después de la Reconquista y diseñado en un estilo avanzado, rompiendo los moldes de la arquitectura medieval jerezana.
La Casa-Palacio se ha encontrado en fase integral de rehabilitación para acoger varios proyectos. En primera opción se optó como sede del Instituto de Cultura Municipal, además instalaciones culturales del Ayuntamiento de Jerez de la Frontera.
Una de las últimas opciones es la posibilidad que la propiedad de la Colección Joaquín Rivero se haga con el edificio histórico para convertirlo en sede principal de la Pinacoteca Rivero. También existen otras iniciativas que solicitan su conversión en Parador Nacional de Turismo.

## Origen
La casa-palacio de Riquelme fue construida en la plaza del Mercado, antiguo centro noble de Jerez, en el siglo XVI, a raíz de la compra de una manzana de casas por la familia Riquelme para su construcción. Inspirado en el renacentista Ayuntamiento de Sevilla, en el momento de su construcción, fue el edificio civil más importante de Jerez. La fachada fue realizada en 1542 por Fernando Álvarez. Muestra un gran frente exterior y ejerce un efecto escenográfico al presidir la Plaza del Mercado, visible desde cualquier punto de la plaza.
Debido a la rivalidad que los Riquelme tenían con otras familias jerezanas, como la Casa de Ponce de León o los Villavicencio, la fachada de la casa se erige como símbolo de poderío. La Casa-Palacio Riquelme emerge en el principal salón medieval de la ciudad y edificada en un estilo más moderno que las casas de las familias rivales.

Hay una casa antigua que hace frente a la plaza del mercado. y pertenece, según me dijeron, a don Pedro Riquelme; se conoce que en lo interior esta desfigurada, o no se hubo de acabar: pero se conserva la caprichosa portada del estilo de Berruguete, anterior al tiempo en que se hicieron las casas de cabildo. Consta de cuatro columnas en el primer cuerpo, revestidas las jambas y frise de la puerta con cabecillas, animalejos ideales y otras labores. Viene un segundo cuerpo mas pequeño con semejantes ornatos, y a los lados dos figuras, al parecer representativas de Hércules en acción de dar a un león con Las mazas que tienen en las manos.
Antonio Ponz, Viaje de España

## La fachada
La fachada cuenta con dos alturas, siguiendo por tanto la tipología de los palacios castellanos de fines del siglo XV.
La portada presenta una ornamentación escultórica con alusiones a la mitología clásica y diversos simbolismos. Destacan los dos relieves de Hércules, debajo de los cuales se representa a la izquierda a Hércules luchando contra el león de Nemea y el rapto de Deyanira por el centauro Neso a la derecha.
La decoración se completa con un friso central en el que aparece un busto de una figura femenina, el escudo heráldico de la familia de los Riquelme y cuatro medallones que corresponden, según su inscripción, al emperador Constantino, a los gemelos Rómulo y Remo, al rey Nabucodonosor y a la reina Camila de la Eneida.
El hueco central del piso superior está actualmente cegado.
Como nota característica ornamental jerezana, destacan las columnas en los ángulos exteriores de la edificación. Las columnas tienen capiteles corintios renacentistas simplificados, cuya influencia se adjudica a los comerciantes genoveses que llegaban en comercio a Jerez.

## Futuro
El Palacio fue expropiado por el Ayuntamiento de Jerez al declararse de utilidad pública. Pero a pesar de recibir 10 millones de pesetas para su restauración no se le dio uso.
Aunque se aprobaron obras para consolidar la dañada estructura del palacio, abandonado desde hacía muchos años, estas resultaron insuficientes, no siendo hasta 2015 cuando, gracias a ayudas del Marco Comunitario 2015-2020, se comenzó su rehabilitación.

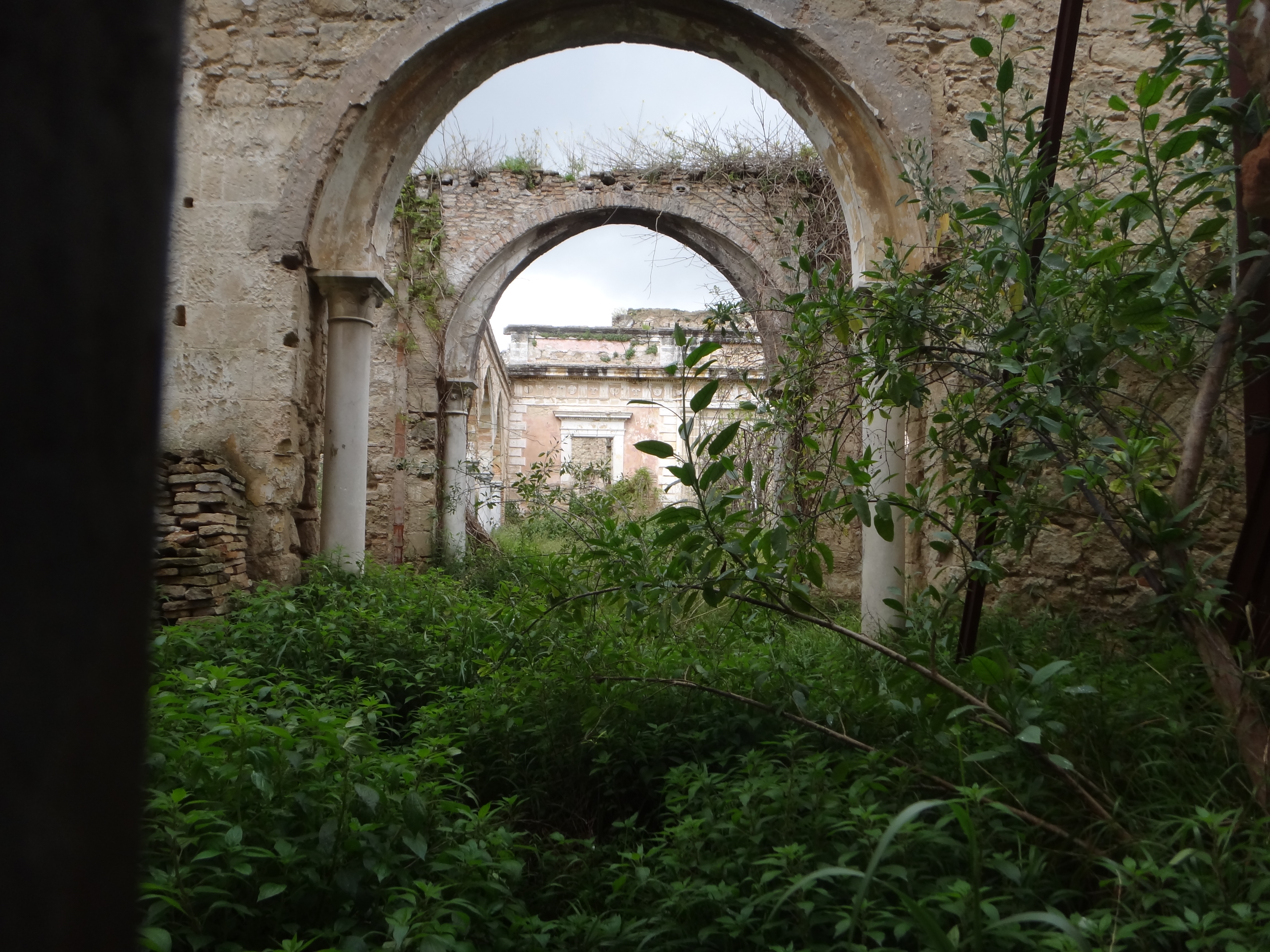
Interior del palacio en 2015